# Phyllomys medius
Phyllomys medius är en gnagare i familjen lansråttor som förekommer i sydöstra Brasilien. Populationen listades tidvis som underart eller synonym till Phyllomys blainvillii.

## Utseende
För ett exemplar dokumenterades en kroppslängd (huvud och bål) av 230 mm, en svanslängd av 240 mm, bakfötter med en längd av 40 mm och 17 mm stora öron. På ovansidan är pälsen mer eller mindre borstig. Den har en mörkbrun till svartbrun färg och inblandade taggar var vita spetsar. Taggarnas spets är smal och påminner om en piska. På undersidan är håren gråa vid roten och orangebrun vid spetsen.

## Utbredning och ekologi
Denna gnagare lever i delstaterna Minas Gerais, Paraná, Rio de Janeiro och Rio Grande do Sul i södra Brasilien. Arten vistas i låglandet och i bergstrakter upp till 1000 meter över havet. Phyllomys medius hittas i städsegröna skogar som delvis domineras av träd från brödgranssläktet. Exemplaren klättrar i träd och vilar antagligen i trädens håligheter.

## Hot
Beståndet hotas regionalt av skogsröjningar. Hela populationen anses vara stor. IUCN listar arten som livskraftig (LC).